# North Fork of Long Island AVA
North Fork of Long Island AVA er et American Viticultural Area (AVA) i staten New York, USA. AVA'et ligger på den nordøstligste del af øen Long Island, og omfatter hele North Fork of Long Island, samt øen Shelter Island. 
AVA'et, der blev godkendt i 1988, er en del af Long Island AVA og New York AVA. I AVA'et ligger ca. 30 vingårde, flest omkring byerne Jamesport og Peconic. I alt er der tilplantet omkring 1.200 ha. med druer.. 
AVA'et nyder godt af det lokale klima, som er meget påvirket af nærheden af havet i form af Peconic Bay, Long Island Sound og Atlanterhavet. Kystnærheden er med til at forlænge vækstsæsonen med op til en måned i forhold til andre vindyrkningsområder i staten New York og der forekommer heller ikke så store temperaturudsving i vækstsæsonen. Ikke mindst på grund af de klimatiske forhold, minder vinene fra dette AVA mere om vine fra Bordeaux end om vine fra Californien. Klimaet er også årsag til, at der kan være store udsving i kvaliteten af de enkelte årgange, som det i øvrigt også er tilfældet i Bordeaux.
Tidligere var området mest kendt for sin kartoffeldyrkning, men nu erstattes flere og flere kartoffelmarker af vinmarker. De mest dyrkede druesorter i området er merlot, cabernet sauvignon og cabernet franc, men der dyrkes også mange andre sorter, så som chardonnay, gewürtztraminer, shiraz, pinot noir, riesling m.fl.

## Eksterne referencer
- Om AVA'et fra Appellation America
- Bedømmelser af nogle af områdets vine fra Wines NY.
- Long Island Wine Country